# Try Out
Albums de KaS Product
By Pass
Try Out est le premier album du groupe KaS Product.
La pochette, créée par un ami du groupe, Bernard Warin, représente une fleur phallique d'anthurium inscrite dans un objet impossible : le carré de Penrose.

## Chansons
| 1. | One of the Kind   | 3:25 |
| 2. | Man of Time       | 3:22 |
| 3. | No Shame          | 3:15 |
| 4. | Countdown         | 3:24 |
| 5. | Never Come Back   | 3:17 |
| 6. | Underground Movie | 2:38 |

| 1. | So Young But So Cold | 3:00 |
| 2. | Digging in a Hole    | 3:04 |
| 3. | Sober                | 4:28 |
| 4. | Breakloose           | 2:58 |
| 5. | Pussy X              | 3:31 |